# フューチャー・イズ・ワイルドの生物一覧
フューチャー・イズ・ワイルドの生物一覧（フューチャー・イズ・ワイルドのせいぶついちらん）は、ドゥーガル・ディクソンらの著作およびテレビ番組『フューチャー・イズ・ワイルド』に登場する未来の生物についてまとめたものである。

## 概要
『フューチャー・イズ・ワイルド』は、地質学者兼作家のディクソンや古生物学者のフィリップ・J・カリー、動物学者のジェレミー・レイナー・アレクサンダーに天体物理学者のジェームス・スヴァイツァー、そして気象学者のポール・バルデスなど総勢20名もの研究者がアドバイザーとして関与している。以下に示す生物はそうした研究者らの想像の下に描写された、現在の生物が進化した架空の未来の生物である。それぞれの時代や環境の特徴についてはフューチャー・イズ・ワイルドを参照。
またVR版においては2億年後の世界にて陸生イルカのタイタン・ドルフィンと飛行性イカのスカイスウィマーが新たに登場している。

## 「500万年後の世界」

### 北ヨーロッパ氷原
シャグラット (Shagrat)
ツンドラ地帯に棲むげっ歯類の草食動物で、現在のマーモットの子孫である。寒い気候下で体温を維持するために体はジャコウウシくらいのサイズにまで大きくなり、長い毛に覆われている。その下には短い毛が密に生えており、保温の役目を果たす。鉤爪のある前脚で植物の地下茎を掘り起こして食べる。肉食獣や寒さから身を守るため、集団で行動する。
スノーストーカー (Snowstalker)
ツンドラ地帯に棲む食肉類イタチ科の捕食者で、現在のクズリの子孫である。体は白い毛皮に覆われ、サーベルタイガーのように犬歯が長く延びている。１頭の個体が10数平方kmもの広いなわばりを持ち、単独で行動する。
雌の発情期は21日周期で、一回の交尾ごとに一個の卵子が受精するが、受精卵はそのままの状態でさらに数回の発情期を経てから着床する。結果として父親の違う子供が数匹同時に生まれることになり、近親交配のリスクを抑えられる。
ガネットホエール (Gannetwhale)
海岸近くに棲むカツオドリの子孫で、体の形も大きさもセイウチのようになっている。空を飛べなくなった代わりに泳ぐ能力は洗練され、最高30km/hまで出すことができる。嘴は先祖と同じく、魚を獲るのに適した形をしている。一度に1個の卵を産み、後肢と尾の間に保持して暖める。悪臭のする未消化物を吐き掛けて、スノーストーカーなどの捕食者を追い払うことがある。

### 地中海盆地
クリプタイル (Cryptile)
塩の平原に棲むアガマ科のトカゲで、エリマキトカゲの近縁種である。首の周りに穴が沢山開いた網のようなフリルがあり、その表面からは粘液を分泌している。採餌の際にはフリルを広げて二本脚で疾走し、水たまりの周囲を舞うハエの群れの中を駆け抜けると、ハエがフリルに貼りつくので、これを長い舌で取って食べる。水たまりは塩分の濃度が高いため、直接飲まずにハエの体から水分を摂取する。雄のフリルは鮮やかな色彩を帯び、求愛行動にも用いられる。雌はカルスト地形の岩の空隙の底に産卵する。
スクローファ (Scrofa)
カルスト地形の岩場に棲むイノシシの子孫で、先祖と同じように雑食性である。体つきはややスマートになり、脚にはしっかりしたひづめがあって岩場を軽快に移動する。岩の空隙の底に食べ物がないか探るために、鼻は先祖より長くなり自由に曲がる。子供はスクロフレッツとも呼ばれる。
グライケン (Gryken)
スノーストーカーと同じイタチ科で、マツテンの子孫である。先祖は樹上生活をしていたが、グライケンは岩の空隙の中を素早く移動するのに適した体つきに変化している。岩の上を獲物が通りかかるのを待ち受け、飛び掛かって鋭い牙で仕留める。ただし、体が小さいので小動物しか捕らえることが出来ない。

### アマゾン草原
バブカリ (Babookari)
この時代に生き残っている最後の霊長類で、ウアカリの子孫である。数十頭の群れで行動し、長い尾を垂直に立てて草むらから突き出し、遠くの仲間に合図を送る。雑食性で、霊長類故に高い知能を有し、草の茎を編んで籠のようなものを作り、それを川の中に仕掛けて魚を捕る。
カラキラー (Carakiller)
体の高さが3mを越える飛べない猛禽類で、カラカラの子孫である。翼は退化していて、走る時の姿勢制御に使われその先端は鋭い鉤爪になっている。本種はこの鉤爪と嘴を用い、群れで獲物を追跡して仕留めるという手法の狩りを行う。後頭部には鮮やかな色の飾り羽が放射状に生えており、これを広げて仲間に合図を送る。なお、サバンナではしばしば火災が自然発生するが、その際に本種は炎の風下で逃げてくる動物を捕まえたり、逃げ損ねて丸焼けになった動物を食べたりする。
ラトルバック (Rattleback)
カワウソほどの大きさのげっ歯類で、パカの子孫である。背中は体毛が変化した鱗に覆われている。前脚には鉤爪があり、地下茎を掘り起こして食べたり、穴を掘って身を守るのに使う。穴の底にうずくまっていれば、カラキラーの爪にも火災にも耐えられる。雑食性で、カラキラーの卵や火災で焼けた動物も食べることがある。ラトルバックはなわばり意識が強く、ガラガラヘビのように鱗を鳴らして進入者を威嚇する。

### 北アメリカ砂漠
デザートラトルバック (Desert Rattleback)
北アメリカ砂漠に暮らすラトルバックの亜種である。草原に住むラトルバックより体が大きく、鱗は小さくなっており、寒さから身を守るために毛が生えている。また、草原のラトルバックが雑食性なのに対して、デザートラトルバックは草食性である。
スピンク (Spink)
現代のモグラのように地中に巣を作って暮らす小さな鳥で、ウズラの子孫である。前肢は飛ぶための翼から土を掻き出すのに適した鋤のような形に変化しており、一列に並んだスピンクが、先頭の個体が掘った土を順番に後ろへ送るようにしてトンネルを掘り進めていく。目は退化し、鳴き声でコミュニケーションする。植物の地下茎を主食とする。真社会性を有し、巣には女王がいてそれ以外の雌は繁殖能力がない。
デスグリーナー (Deathgleaner)
肉食性のコウモリの子孫で、砂漠の夜が氷点下の寒さであるため、昼行性へと生態を変えた。翼の幅は1.3mにもなるが、鳥のように羽毛で覆われていないため、そのままだと容易に熱を失う。その点を解決するため、デスグリーナーは翼に向かう動脈血を冷やし、翼から戻ってきた静脈血を暖める熱交換器のような器官を発達させた。
ラトルバックの幼獣を襲うこともあるが、成獣には手を出さず、むしろ主食であるスピンクの巣に案内させる。ラトルバックが地下茎を食べようとしてスピンクの巣を掘り抜いたり、体重でトンネルを崩したりしてしまうと、上空で待ち構えていたデスグリーナーはスピンクに襲い掛かる。また死肉を食べることもある。満腹になると残った肉を巣に持ち帰り、群れの仲間達と分け合う。

## 「1億年後の世界」

### 大浅海地
紅藻リーフ
種族名は設定されていないが、ユーラシア大陸を覆う浅海では紅藻の子孫がサンゴ礁のようなリーフを発達させている。受精を海流まかせにしていた先祖とは異なり、動物に養分を提供する代わりに受精を媒介させるための花を獲得している。
リーフグライダー (Reef Glider)
リーフに棲むウミウシの子孫で、成長するとアザラシほどの大きさになる。数対のひれを使って優雅に泳ぎ、繊維状のえらを尾のように長くたなびかせている。体液は海水より軽いアンモニウムイオンを主成分としており、これによって浮力を得る。幼生は紅藻の花からの分泌物を食べ、成長すると肉食になり、オーシャンファントムをも捕食する。
オーシャンファントム (Ocean Phantom)
海面に浮かぶクダクラゲの子孫で、何種類もの違う役割を持った個体が集まって長さ10m、幅4m以上の巨大な群体を形成している。リーフグライダーにかじられたり嵐でばらばらにちぎれたりしても、残った部分から再生できる。
浮き袋の役割を担う空気の詰まった個体がいて、その上に生えている帆の中の管に水を通すことで帆の向きを変え、風を受けて移動する。下には移動方向を制御する竜骨や舵、獲物を探すセンサー役の触手、先端がベル状になっている捕食用の触手、自衛用の触手などを持つ個体がいる。水をジェットのように噴き出して風がない時の推力にする個体や、海水を分解して淡水を作る個体もおり、さらには本体の表面を覆う藻類や後述のスピンドルトルーパーなどとも共生している。
スピンドルトルーパー (Spindletrooper)
体長30cmほどもあるウミグモの子孫で、オーシャンファントムの自衛用触手の中に棲んでいる。宿主から食べ物をもらう代わりに、外敵（リーフグライダー）に襲われた時は触手から出て鉤爪と毒を持った腮で追い払う。

### ベンガル沼地
ルークフィッシュ(Lurkfish)
放電能力を持った肉食魚である。体長は4mほどで、じっとしていれば腐りかけた倒木のように見える。口は大きく、その周りに生えた触鬚は電場の動きを感知できる。最大で1000ボルトもの電圧を発生させることができ、大きな獲物は放電を用いて捕えるが、獲物が小さければそれを使わず目の前を通った瞬間に素早くダッシュして捕まえる。
スワンパス (Swampus)
水陸両生に進化したタコの子孫である。血液や体組織の中に水分を蓄え、陸上では肺呼吸することで最大4日間活動できる。8本の足のうち4本は腹足のような形に変化し、陸上での移動に用いられる。
スワンパスの雌はユリ科の植物の葉の付け根に水が溜まったプールのようなところに産卵し、子供がそこから出られるようになるまで世話をする。海水を補給するために海へ戻る時は、近くで子育てをしている仲間の雌に自分の子供の面倒も見てもらう。プールの中に繁殖している細菌を取り込むことによって、スワンパスは体内で毒液を作ることができるようになる。
トラトン (Toraton)
体高7m、体重120tにもなるリクガメの子孫で、幼体でゾウ並み、成体では恐竜以上の巨体になる。その巨体ゆえに天敵がいないことから、甲羅は祖先より簡略化され、体を支えるためだけのものになっている。1日あたり600kgもの植物を食べる。卵の殻は硬く、母親がひびを入れてやらなければ孵化することができない。健康ならば寿命は120年に達する。

### 南極森林地
フラッターバード (Flutterbird)
旧南極大陸の熱帯雨林に棲む鳥たちの中で最も繁栄しているグループの総称で、南極周辺に分布していたミズナギドリの子孫である。大半の種は森林の上空に生息するが森林の中を飛び回るものもいる。体は比較的小さく、昆虫を主食としているが、逆にこれを主食としている巨大化した昆虫もある。
ローチカッター (Roachcutter)
フラッターバードの一種でスズメほどの大きさである。紫色の体に緑色の翼をもつ。翼のアスペクト比が小さい（つまり翼が全体的に縦長である）ため小回りが利き、空中停止もできる。目は顔から突き出した位置にあって、獲物を探しやすい。
スピットファイアバード (Spitfire Bird)
フラッターバードの一種でローチカッターよりやや大きく、翼は派手なオレンジ色をしている。敵に襲われそうになると、熱い腐食性の酸を鼻から噴いて身を守る。酸は後述するスピットファイアツリーの花から集めた二種類の化学物質と、自らが分泌する酵素を混ぜあわせて作る。
スピットファイアバードモドキ
フラッターバードの一種で体の大きさも色もスピットファイアバードにそっくりである。これはベーツ型擬態（または「ベイツ型 - 」）といって、実際には酸を持たないのに、この外見によって敵から狙われ難くしようというものである。
スピットファイアツリー
スピットファイアバードと共生関係にある樹である。雄花と雌花があり、それぞれ違う種類の化学物質を分泌する。スピットファイアバードは酸の材料であるこれらの化学物質を集める時に、花の受粉を媒介している。
ファルコンフライ (Falconfly)
フラッターバードに匹敵する大きさの肉食昆虫で、ジガバチの子孫である。6本の肢のうち、真ん中の一対は鋭い銛のようになっており、残りの二対でフラッターバードにしっかりとしがみついて銛を突き刺す。
雌は森の中の数ヶ所に巣穴を作り、それぞれに1個ずつ卵を産む。卵が孵ると、仕留めた獲物の肉をすべての巣穴に配って回る。
スピットファイアビートル (Spitfire Beetle)
肉食の甲虫である。いつも4匹のグループで行動しており、頭を中心に向き合って鞘翅を広げるとスピットファイアツリーの花そっくりの姿になる。この擬態によってスピットファイアバードを誘き寄せ、一斉に飛び掛かって力強い腮と鉤爪のある前肢で倒す。スピットファイアツリーの花が咲き終わる時期になるとグループは解散し、雌は木の幹に4つずつ卵を産んで死ぬ。花が咲く時期になるとまた成虫が現れる。

### グレートプラトー
グラスツリー
標高1万mの高原グレートプラトーに生える草の総称である。その茎は木のように硬くなっており、岩石の上を匍匐するように広がっている。また地下茎も発達し、風化して土壌が露出した斜面が崩れるのを防いでいる。種子には綿毛が付いており、風に乗って遠くへ運ばれることで分布を拡大する。
グレートブルーウィンドランナー (Great Blue Windrunner)
細長い翼を持った大きな鳥で、ツルの子孫である。後肢にも羽毛が生え揃っており、低速飛行時にはもう一対の翼として使える。更に、後頭部の長い羽毛は前翼（カナード）のような役割を果たす。強い紫外線を避けるために体は光沢のある青で、目にはサングラスのように光を遮る膜がかかっている。小動物や虫を捕食するが、中でも後述のシルバースパイダーを主食とする。
シルバースパイダー (Silver Spider)
岩壁の裂け目に巣を作って集団で暮らす社会性のクモで、協力して谷間に巨大な（幅30m、使われている糸の長さの合計は24km）網を張る。成長するにつれて果すべき仕事は変わる。若い頃はグラスツリーの種子に掴まって風に乗り、谷の向こう側まで糸を渡す役目、一人前になると糸を紡ぎ、網を作る役目、年を取ると網にかかった昆虫や種子を集め、巣穴へ運ぶ役目といった具合である。産卵できるのは女王だけだが、一つの巣穴に何匹もいる。女王は最大のものでサッカーボールほどにもなる。昆虫も食べるが、主食は後述のポグルである。
ポグル (Poggle)
シルバースパイダーの巣穴に棲む小さなげっ歯類で、この時代に生き残っている最後の哺乳類である。クモたちが集めてきた種子を食べて暮らしているが、最終的には自らがクモたちに食べられる運命にある。また、女王グモが産卵すべき時期になると妊娠した雌のポグルが巣穴の底から連れ出され、女王に生き血（産卵を促す効果を持つホルモンが含まれている）を吸われる。

## 「2億年後の世界」

### 中央砂漠
テラバイツ (Terabyte)
現生種より更に高い社会性を持つシロアリの子孫である。テラバイツの巣は地表に塔が立ち、その頂上部には太陽光を通すポリマー製の窓があって中で藻類を栽培している。地下には帯水層まで通じる井戸が掘られており、深いもので200m以上に達する。
各個体はカストごとに特殊化し（作中で描かれているカストは女王を含めて7つ）、他のカストの仲間や藻類、幼生などを背中に載せる運搬カスト以外は脚が退化して小さくなっており、自力で歩くことができない。兵隊カストは大きな頭部の中で蟻酸に似た物質を作り、敵や獲物に向かってノズルから吹きかける。建設カストは砂などを粘性のある分泌物で固めて塔を作る。岩掘カストは酸で岩を溶かし、穴を掘る。水分配カストは地下水を飲んで体内に貯え、上層部の仲間や温室の藻類に与える。子守りカストは女王や幼虫の世話をする。藻類を補充する必要がある時は、後述のガーデンワームが日光浴している時に兵隊カストが粘液糸を吹きかけて一時的に自由を奪い、その体から運搬カストが藻類を含む襞のような部分を切り離し持ち帰る。
ガーデンワーム (Garden Worm)
多毛類の子孫が藻類と共生するようになったものである。体長45cmほどで、両端部以外の各体節からシダ植物の葉のように枝分かれした緑色の襞のようなものが伸びている。夜は地下で過ごし、日が昇ると地上へ出て来て、光があたる面積が大きくなるような姿勢で光合成する。テラバイツの襲撃を受けると、油のような物を分泌してテラバイツの粘液糸を溶かそうとするが、逃げ出せるようになるまでに藻類の一部を盗られる。
グルームワーム (Gloomworm)
地下に棲む多毛類である。太陽エネルギーに頼る事なく、硫黄化合物を分解するバクテリアを食べて生きている。
スリックリボン (Slickribbon)
地下水の中に棲む肉食の多毛類である。体長は1mほどにもなり、各体節ごとに一対のひれが生えていてかなりの速さで泳げる。顎は伸縮自在で、水辺に近づいたグルームワームを一瞬で捕らえてしまう。ガーデンワームも好物だが、素早く泳いで逃げてしまうので、なかなか捕まえることができない。

### 地球海
シルバースイマー (Silverswimmer)
甲殻類の子孫がネオテニー化して幼生のまま繁殖するようになったものである。頭部は殻に覆われ、関節の付いた肢や尾を持つ。硬骨魚類がほとんど絶滅した後の海で、ニッチの空白に入り込んで多くの種類に適応放散しており、他のシルバースイマーを襲う捕食性のもの、プランクトン食性のものなどがいる。体の大きさも、イワシくらいのものや、現代のクジラと同じくらいのもの、他のシルバースイマーに寄生する小さいものまで様々である。
フリッシュ (Flish)
空を飛べるように進化した魚の総称である。胸鰭は翼に、浮袋は肺に、腹鰭は足に進化し、鱗は体温を保つために厚くなり、鰓は消失した。鳥類が絶滅した後の空で、ニッチの空白に入り込んで多くの種類に適応放散している。
オーシャンフリッシュ (Ocean Flish)
海の近くに棲むフリッシュの総称で、タラの子孫である。ほとんどの種類は岩場に巣を作り、シルバースイマーを食べる。獲物を捕まえる時は顎が口から飛び出す。数秒間（1秒あたり8回ほどの速さで）羽ばたいてからしばらく滑空をするなどの飛び方をする。
レインボースクイド (Rainbow Squid)
全長40mもある巨大なイカである。3種類の色素を持ち、その組み合わせで体の表面に様々な模様を浮かび上がらせることができる。シルバースイマーの群れが泳いでいるようなパターンでオーシャンフリッシュを誘き寄せて捕食したり、海と同じ色になって身を隠したり、鮮やかな色彩で異性の気を惹いたりする。また、血縁関係にあるものは同じ発色パターンを持つ。祖先と違い100年の長寿を持つ。
シャークオパス (Sharkopath)
生物発光の能力を持ったサメである。祖先と違って群れで狩りをし、巨大なレインボースクイドすら仕留めることができる。獲物を見つけると、体の側面から光を発して合図を送り、仲間を呼び集める。

### レインシャドー砂漠
バンブルビートルとグリムワーム
バンブルビートル (Bumblebeetle) は、成虫の寿命が1日しかない甲虫で、グリムワーム (Grimworm) はその幼虫である。現在の昆虫と違ってグリムワームの段階で生殖し、羽化してバンブルビートルになった時には既に腹の中で卵が孵化している。バンブルビートルはすべて雌である。
地球海では時々、大暴風雨（ハイパーケーン）が発生し、嵐に巻き込まれたオーシャンフリッシュの死骸が海から遠く離れた砂漠に降り注ぐ。バンブルビートルはそれを見つけ、抱えてきた幼虫たちを産み落とすとすぐに死んでしまう。バンブルビートルは1日で800kmも飛ぶが、口器が退化して餌を食べる能力を失っているため、なかなか死骸を見つけられず貯えていた養分が足りなくなった時は、幼虫の一部を消化してエネルギーに換えることもある。
オーシャンフリッシュの死骸は皮膚が乾燥して硬くなり、内部は腐り始めている。グリムワームは腐りかけた肉を食べて成長し、単為生殖して増える。時期が来ると雄が生まれ、雄のグリムワームは死骸を出て、近くに転がっている別の死骸に辿り着き、その中にいる雌と交尾（有性生殖）を行う。交尾した雌は自分以外の仲間まで含む死骸を骨と皮だけになるまで食べ尽くし、サナギを経てバンブルビートルになる。
デザートホッパー (Desert Hopper)
直立し跳躍することで熱い地面との接触時間を軽減したカタツムリの子孫。体高は30cm、殻の大きさは20cmほどで、皮膚は水分を逃さないように鱗状になっている。眼柄はなくなり、目が顔に直接付いている。歯の生えたドリルのような舌で植物の硬い表皮に穴を開け、その中身を食べる。
デスボトルプラント (Death-Bottle Plant)
大型の食肉植物である。根元の部分がデザートホッパーを飲み込むほどの落とし穴になっており、落ちた獲物は毒のある針で麻痺してゆっくりと消化される。
自家受粉で種子を作る。葉は形も色も臭いもオーシャンフリッシュの死骸そっくりであり、幼虫を産もうとやってきたバンブルビートルの体に種子を付けてから弾き飛ばして、種子を遠くへ運ばせる。

### 北部森林地
フォレストフリッシュ (Forest Flish)
森に棲むフリッシュである。胸鰭は色鮮やかな翼になり、毎秒30回もの速さで羽ばたかせながら飛び回ったり空中停止したりできる。腹鰭の先端は鉤爪になっており、これで枝を掴んで逆さ吊りになって眠る。昆虫を主食とし、歯ぎしりによって鳴き声を出す。
テラスクイド
陸上生活するように進化したイカの総称である。外とう膜の内側の空洞が肺になり、2本の触腕をのぞく8本の足は筋肉の力だけで体重を支えられる強靭な構造に変化している。陸上性脊椎動物が絶滅した後にニッチの空白に入り込んだ頭足類のうち最も繁栄し、多くの種類に適応放散している。
メガスクイド (Megasquid)
テラスクイドのうち最大のもので、体重が8tにもなる。声帯を持ち、発生させた音を額の嚢で共鳴させて大きな声にする。雑食性で、森の中をのし歩きながら触腕を伸ばして手当たり次第に餌を掻き集める。
スリザーサッカー (Slithersucker)
樹上に棲む粘菌の巨大な塊（変形体）である。枝の上からカーテンのように垂れ下がり、通りかかったフォレストフリッシュが触れると、地上に落下しながらそれに絡みつく。粘着性の体全体で獲物を包み込んで消化し、またゆっくりと枝の上に戻っていく。
ある時期（おそらく子実体を形成する時期）になるとキノコに擬態してメガスクイドに食べられる事でその発声嚢に寄生し、遠くへ移動する。そして小さな脳を刺激して「くしゃみ」をさせ、体ごと飛び散って繁殖する。
スクイボン (Squibbon)
樹上生活するテラスクイドである。習性がテナガザルに近い。8本の足を伸ばして、鉄棒競技の大車輪のように回転しながら枝から枝へと移動する。眼柄の先に目があり、常に進行方向を向いている。高い木の茂みに巣を作り、群れで暮らす。体の割には脳が大きく、簡単な道具を使いこなすだけの知能を持つ。メガスクイド同様、声でコミュニケーションをとる。